# Baskouré (Tenkodogo)
Pour les articles homonymes, voir Baskouré.
Baskouré est une commune située dans le département de Tenkodogo de la province de Boulgou dans la région du Centre-Est au Burkina Faso.